# 112

112(백십이)는 111보다 크고 113보다 작은 자연수다.

## 수학
- 합성수로, 그 약수는 총 10개다. (1, 2, 4, 7, 8, 14, 16, 28, 56, 112)
  - 112의 진약수의 합은 136이므로, 112는 과잉수다.
- 7번째 칠각수다. 앞의 칠각수는 81, 다음은 148이다.
- 4번째 이십각수다. 앞의 이십각수는 57, 다음은 185다.
- {\displaystyle 112=53+59}
  - 연속하는 두 소수(素數)의 합으로 나타낼 수 있으며, 이 성질을 지닌 앞의 수는 100, 다음 수는 120이다.
- {\displaystyle 112=11+13+17+19+23+29}
  - 연속하는 소수(素數) 6개의 합으로 나타낼 수 있으며, 이 성질을 지닌 앞의 수는 90, 다음 수는 132이다.

## 과학
- 코페르니슘(Cn)의 원자 번호.
- NGC 112: 안드로메다자리 방향에 있는 나선은하.

## 교통

### 철도
- 수도권 전철 1호선 망월사역의 역번호.
- 부산 도시철도 1호선 중앙역의 역번호.
- 대전 도시철도 1호선 정부청사역의 역번호.
- 광주 도시철도 1호선 운천역의 역번호.
- 대구 도시철도 1호선은 112번 역이 없고, 115번부터 시작한다.

### 도로
- 일본 112번 국도: 야마가타현 야마가타시에서 사카타시까지 이어지는 일본의 국도.
- 현도 제112호선

## 군사
- U-112(영어판): 제1차 세계 대전에 사용된 독일 제국의 군용 잠수함. 동명의 1939년제 모델은 제2차 세계 대전의 발발로 취소되었다.

## 문화유산
- 대한민국의 국보 제112호: 경주 감은사지 동·서 삼층석탑
- 대한민국의 보물 제112호: 광양 중흥산성 삼층석탑
- 대한민국의 사적 제112호: 아산 이충무공묘

## 방송
- 스카이라이프의 MBC M 채널 번호.
- 지니 TV의 채널U 채널 번호.
- B tv의 채널에버 채널 번호.
- U+ TV의 스카이스포츠 채널 번호.
- LG헬로비전의 tvN 스포츠 채널 번호.
- KT HCN의 중화TV 채널 번호.

## 기타
- 날짜: 1월 12일, 11월 2일
- 연도: 112년, 기원전 112년
- 112: 대한민국의 경찰청 및 범죄 신고 응급 전화번호.
- 112: 미국의 R&B 음악 그룹.